# Gastrochilus acutifolius
Gastrochilus acutifolius (возможные русские названия: Гастрохилюс остролистный, или Гастрохилус остролистный) — 
эпифитное травянистое растение семейства Орхидные.
Вид не имеет устоявшегося русского названия, в русскоязычных источниках обычно используется научное название Gastrochilus acutifolius.

## Синонимы
По данным Королевских ботанических садов в Кью. 

Гомотипные синонимы:
- Saccolabium acutifolium Lindl. 1833 basionym

Гетеротипные синонимы:
- Aerides umbellata Wall. 1829
- Gastrochilus dentatus (Rchb.f.) Kuntze 1891
- Gastrochilus denticulatus (Paxton) Kuntze 1891
- Saccolabium dentatum Rchb.f. in W.G.Walpers 1864
- Saccolabium denticulatum Paxton 1840

## Биологическое описание
Моноподиальное растение от маленького до среднего размера.
Листья двурядные, линейно-продолговатые, заострённые, кожистые.
Цветки ароматные, соцветие короткое.

## Ареал, экологические особенности

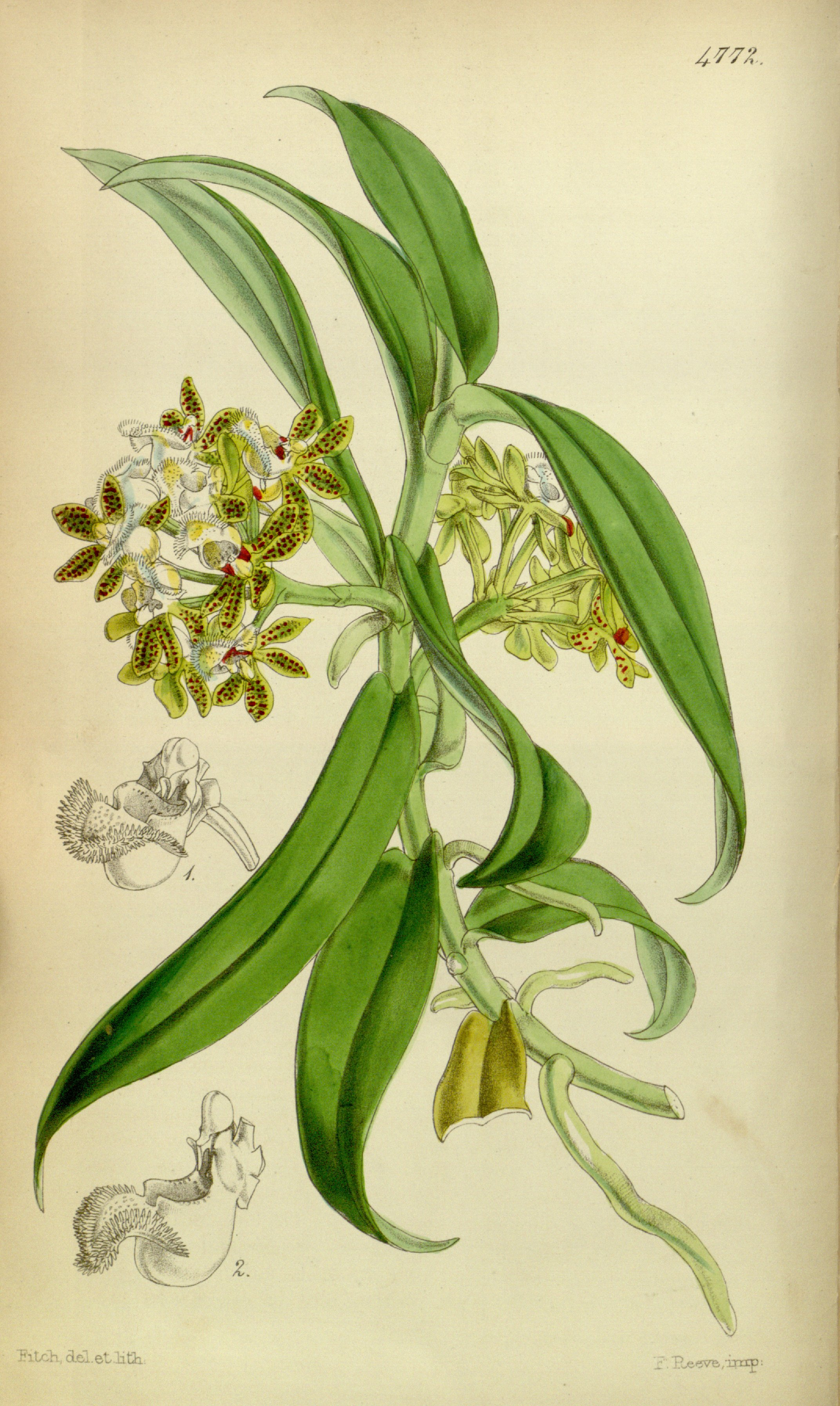
Ботаническая иллюстрация — Gastrochilus acutifolius. Из книги "Curtis's Botanical Magazine" 1854 г.

Ассам (Индия), восточные Гималаи, Непал, Мьянма, Вьетнам. 

Данные по гербарным сборам из Вьетнама (место/высота над уровнем моря): 

Quang Binh, 550—650 м 

Quang Binh, 800—900 м 

Son La, 1200—1300 м 

Son La, 900 м

## В культуре
Температурная группа: умеренная, теплая. Наиболее предпочтительна посадка на блок.